# Floriano di Oderzo
Floriano di Oderzo (VI secolo – VII secolo) è stato un vescovo italiano.
Si conosce ben poco di questo santo: si dimise dalla cattedra di Oderzo verso il 610 per farsi missionario tra i pagani e speranzoso di divenire martire. Gli succedette il suo allievo Tiziano.
Sembra che, proprio per le scarse notizie circa la sua esistenza, la devozione popolare lo abbia spesso confuso con san Floriano di Lorch, di cui erano più note le gesta.